# Kenilworth and Southam (circonscription britannique)
Circonscription parlementaire de la Chambre des communes
La circonscription de Kenilworth et Southam est une circonscription électorale anglaise située dans le Warwickshire et représentée à la Chambre des communes du Parlement britannique.

## Géographie
La circonscription comprend :
- Les villes de Kenilworth
- Les villages et paroisses civiles de Lapworth, Cubbington, Bascote, Princethorpe, Draycote, Stockton, Ufton, Chesterton, Lighthorne, Moreton Morrell, Walton, Chadshunt, Combrook, Kineton, Radway, Fenny Compton, Gaydon, Ratley, Edge Hill, Temple Herdewyke, Warmington, Wormleighton, Farnborough, Priors Hardwick, Shotteswell, Priors Marston, Bishop's Itchington, Napton-on-the-Hill, Long Itchington, Lower Shuckburgh, Flecknoe, Willoughby, Broadwell, Woolscott, Grandborough, Sawbridge, Bourton-on-Dunsmore, Kites Hardwick, Dunchurch, Stretton-on-Dunsmore, Bubbenhall, Stareton, Leek Wootton, Beausale, Rowington, Lowsonford, Kingswood et Shrewley

## Députés
Les Members of Parliament (MPs) de la circonscription sont :
| Législature                                          | Années       | Député | Député        | Parti        |
| ---------------------------------------------------- | ------------ | ------ | ------------- | ------------ |
| Kenilworth and Southam issue de Rugby and Kenilworth |              |        |               |              |
| 55e                                                  | 2010–2015    |        | Jeremy Wright | Conservateur |
| 56e                                                  | 2015–2017    |        | Jeremy Wright | Conservateur |
| 57e                                                  | 2017–2019    |        | Jeremy Wright | Conservateur |
| 58e                                                  | 2019–Présent |        | Jeremy Wright | Conservateur |

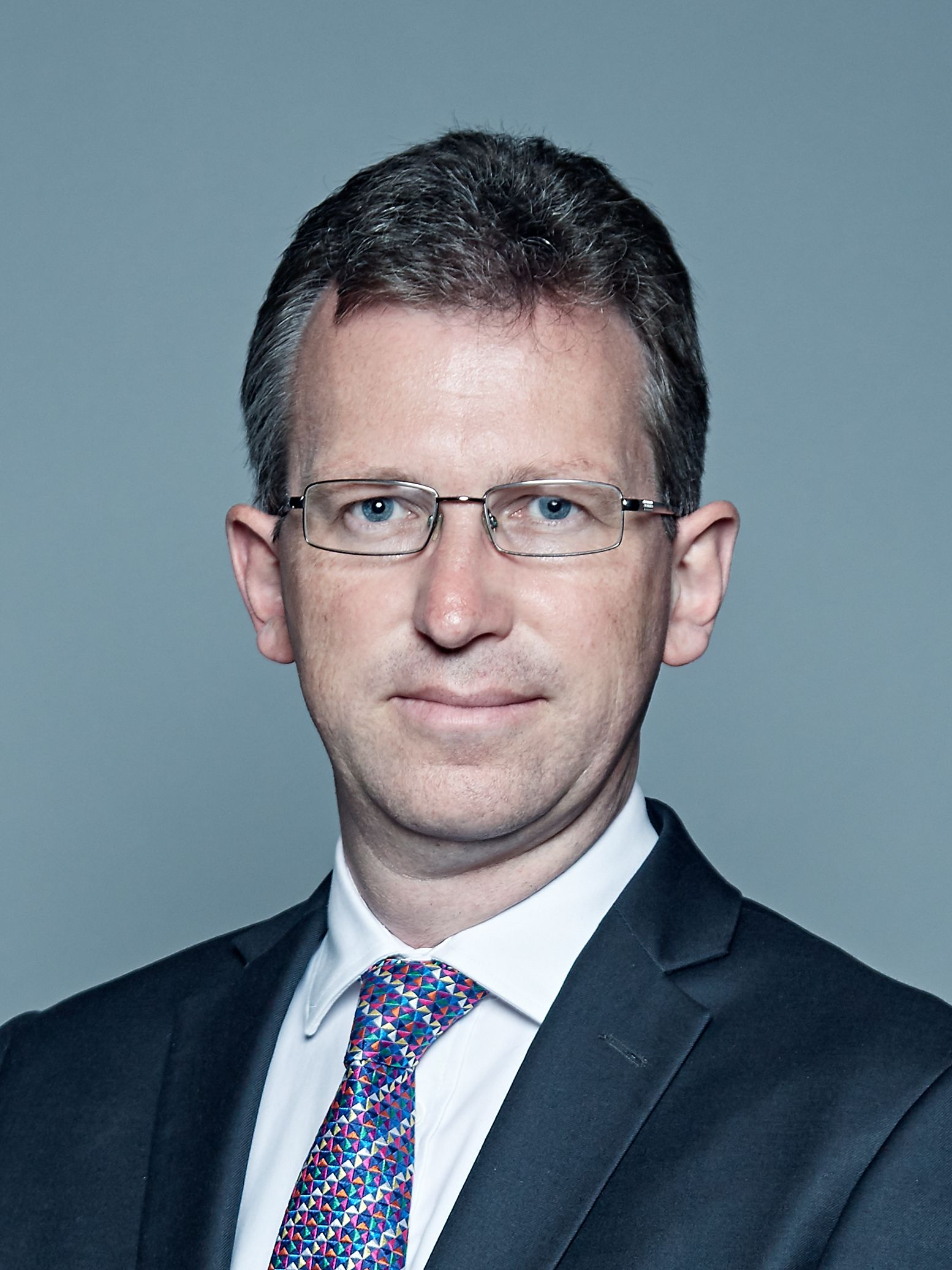
Jeremy Wright (2010-Présent)